# 오랴호보

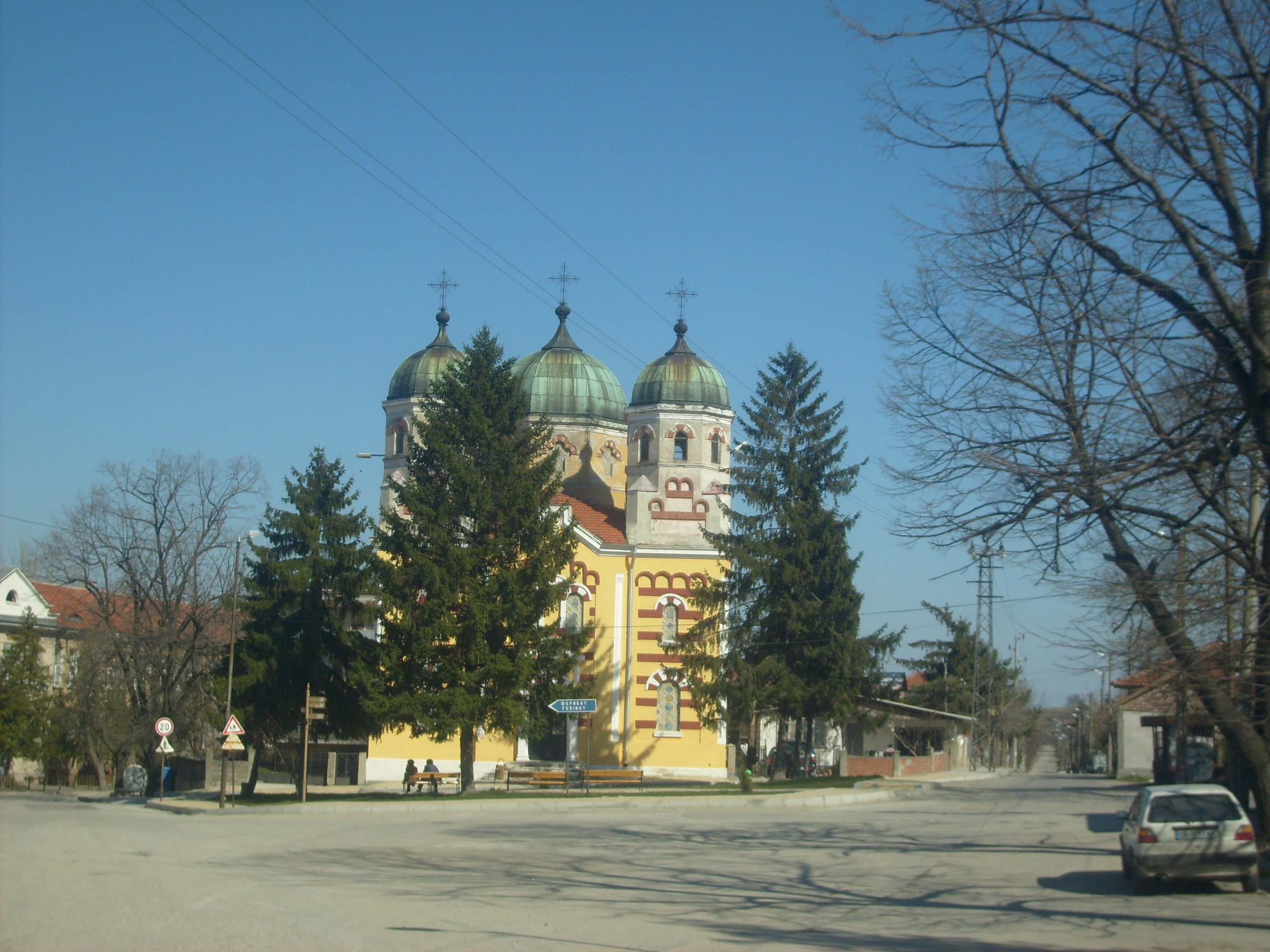
오랴호보

오랴호보(불가리아어: Оряхово, Oryahovo)는 불가리아 브라차주의 도시로 높이는 173 m, 인구는 5,400명(2009년 12월 31일 기준)이다. 도나우강 우안의 언덕에 위치하며 루마니아 국경과 가까운 편이다. 루마니아 국경에서 도나우강으로 흘러가는 지우강의 하류와 접한다.